# Campodorus fraudator
Campodorus fraudator är en stekelart som först beskrevs av Holmgren 1857.  Campodorus fraudator ingår i släktet Campodorus och familjen brokparasitsteklar. Arten är reproducerande i Sverige. Inga underarter finns listade.